# Championnat de Jordanie de football 2024-2025
Navigation
Jordan Pro League 2023-2024 Jordan Pro League 2025-2026
La saison 2024-2025 de Jordan Pro League est la 75e édition du Championnat de Jordanie de football. 
Le Al Hussein Irbid est le tenant du titre après avoir remporté pour la 1re fois la compétition alors que le Al-Jazira Amman et le Al-Sareeh SC, rejoignent ce niveau de la compétition.
Le Al Hussein Irbid remporte son 2e titre de champion de Jordanie.

## Réglement
La Jordan Pro League 2024-2025 est composé de douze clubs qui s'affrontent tous lors de confrontations aller et retour. Le champion est l'équipe qui obtient le plus grand nombre de points après les 22 journées de championnat. À la fin de la compétition, le champion et le vainqueur de la Coupe de Jordanie de football 2024-2025 se qualifient pour la Ligue des champions 2 2025-2026 et les quatre derniers sont relégué en Jordanian First Division League l'année suivante. 
Le classement est calculé avec le barème de points suivant : une victoire vaut trois points, le match nul un. La défaite ne rapporte aucun point.
À égalité de points, les critères de départage sont les suivants :
1. Plus grand nombre de points dans les confrontations directes ;
2. Plus grande différence de buts dans les confrontations directes ;
3. Plus grand nombre de buts marqués dans les confrontations directes ;
4. Plus grande différence de buts générale ;
5. Plus grand nombre de buts marqués.

Les règles 1,2 et 3 de départage des clubs lors des rencontres disputées entre eux ne peuvent s’appliquer que si les deux matchs les ayant opposés ont été joués.

## Participants
L'édition 2024-2025 est la 15e édition à douze équipes, les deux promus de Jordanian First Division League sont le Al-Jazira Amman et le Al-Sareeh SC. Ces deux clubs remplacent les deux clubs relégués, le Sahab SC et le Al-Jalil SC.
| Club                 | Ville            | Classement 2023-2024 | Stade                       | Capacité |
| -------------------- | ---------------- | -------------------- | --------------------------- | -------- |
| Al Hussein Irbid     | Irbid            | 1er                  | Stade Al-Hassan             | 12 000   |
| Al-Faisaly SC        | Amman            | 2e                   | Stade international d'Amman | 25 000   |
| Al-Weehdat Club      | Amman            | 3e                   | Stade Roi Abdullah          | 18 000   |
| Al Ramtha SC         | Ar Ramtha        | 4e                   | Stade du Prince Hashim      | 5 000    |
| Al-Salt SC           | Salt             | 5e                   | Stade Al-Salt               | 1 000    |
| Ma'an SC             | Ma'an            | 6e                   | Stade de la Princesse Haya  | 1 000    |
| Shabab Al-Aqaba SC   | Aqaba            | 7e                   | Stade Al-Aqaba              | 3 800    |
| Shabab Al-Ordon Club | Amman            | 8e                   | Stade du Roi Abdullah II    | 13 000   |
| Moghayer Al-Sarhan   | Badiah Gharbiyah | 9e                   | Stade du Prince Mohammed    | 11 400   |
| Al-Ahli SC           | Amman            | 10e                  | Stade international d'Amman | 25 000   |
| Al-Jazira Amman      | Amman            | 1er                  | Stade international d'Amman | 25 000   |
| Al-Sareeh SC         | Irbid            | 2e                   | Stade Al-Hassan             | 12 000   |

Légende des couleurs
- Phase de groupe de la Ligue des champions 2 2024-2025
- Promu de la Jordanian First Division League 2023

| \| Al-Ahli SC Al-Weehdat Club Al-Faisaly SC Al-Jazira Amman Shabab Al-Ordon Club Shabab Al-Aqaba SC Al Hussein Irbid Al-Sareeh SC Al-Salt SC Al Ramtha SC Ma'an SC Moghayer Al-Sarhan \| Localisation des clubs engagés dans le championnat. |
| Al-Ahli SC Al-Weehdat Club Al-Faisaly SC Al-Jazira Amman Shabab Al-Ordon Club Shabab Al-Aqaba SC Al Hussein Irbid Al-Sareeh SC Al-Salt SC Al Ramtha SC Ma'an SC Moghayer Al-Sarhan                                                           |

## Compétition

### Classement
| Rang | Équipe               | Pts | J  | G  | N  | P  | Bp | Bc | Diff |
| ---- | -------------------- | --- | -- | -- | -- | -- | -- | -- | ---- |
| 1    | Al Hussein Irbid T   | 53  | 22 | 16 | 5  | 1  | 53 | 15 | +38  |
| 2    | Al-Weehdat Club C    | 52  | 22 | 16 | 4  | 2  | 47 | 18 | +29  |
| 3    | Al-Faisaly SC        | 39  | 22 | 9  | 12 | 1  | 30 | 16 | +14  |
| 4    | Al Ramtha SC         | 33  | 22 | 9  | 6  | 7  | 26 | 23 | +3   |
| 5    | Al-Salt SC           | 32  | 22 | 9  | 5  | 8  | 24 | 21 | +3   |
| 6    | Al-Jazira Amman P    | 30  | 22 | 8  | 6  | 8  | 33 | 29 | +4   |
| 7    | Al-Ahli SC           | 26  | 22 | 7  | 5  | 10 | 24 | 32 | -8   |
| 8    | Shabab Al-Ordon Club | 25  | 22 | 7  | 4  | 11 | 28 | 33 | -5   |
| 9    | Al-Sareeh SC P       | 21  | 22 | 4  | 9  | 9  | 26 | 33 | -7   |
| 10   | Shabab Al-Aqaba SC   | 20  | 22 | 5  | 5  | 12 | 23 | 47 | -24  |
| 11   | Ma'an SC             | 18  | 22 | 5  | 3  | 14 | 20 | 39 | -19  |
| 12   | Moghayer Al-Sarhan   | 13  | 22 | 3  | 4  | 15 | 16 | 44 | -28  |

| Légende : Qualifications et relégations | Légende : Qualifications et relégations                                                                           |
| --------------------------------------- | --- |
|                                         | Phase de groupe de la Ligue des champions 2 2025-2026                                                             |
|                                         | Relégation en Jordanian First Division League                                                                     |
|                                         | T : Tenant du titre P : Promus de Jordanian First Division League C : Vainqueur de la Coupe de Jordanie 2024-2025 |

### Résultats
| Résultats (▼dom., ►ext.)                                   | ASC | SASC | FSC | HI  | JA  | RSC | SSC | SSC | WC  | MSC | MS  | SOC |
| Al-Ahli SC                                                 |     | 0-0  | 1-2 | 0-2 | 1-0 | 0-1 | 2-0 | 3-3 | 0-2 | 0-1 | 3-1 | 3-2 |
| Shabab Al-Aqaba SC                                         | 1-3 |      | 0-0 | 1-3 | 1-1 | 0-2 | 2-0 | 2-1 | 0-4 | 0-2 | 0-1 | 1-1 |
| Al-Faisaly SC                                              | 1-1 | 3-1  |     | 1-1 | 2-2 | 1-0 | 1-1 | 1-1 | 1-0 | 3-1 | 3-0 | 3-2 |
| Al Hussein Irbid                                           | 5-0 | 6-0  | 1-0 |     | 2-0 | 1-1 | 1-1 | 1-1 | 3-1 | 1-0 | 3-0 | 2-1 |
| Al-Jazira Amman                                            | 2-1 | 6-2  | 0-1 | 1-1 |     | 2-3 | 2-0 | 1-0 | 1-2 | 4-2 | 3-3 | 2-1 |
| Al Ramtha SC                                               | 1-2 | 0-0  | 0-0 | 1-2 | 0-3 |     | 0-1 | 2-1 | 0-4 | 1-0 | 3-0 | 1-0 |
| Al-Salt SC                                                 | 2-0 | 1-2  | 1-1 | 0-2 | 1-0 | 3-2 |     | 0-0 | 0-2 | 4-0 | 1-0 | 2-1 |
| Al-Sareeh SC                                               | 1-1 | 5-1  | 0-0 | 1-5 | 2-2 | 1-2 | 0-0 |     | 1-3 | 2-0 | 0-0 | 1-0 |
| Al-Weehdat Club                                            | 2-1 | 3-2  | 1-1 | 1-0 | 3-0 | 1-1 | 2-1 | 4-1 |     | 2-0 | 3-1 | 1-1 |
| Ma'an SC                                                   | 1-2 | 3-2  | 0-0 | 1-4 | 0-0 | 1-1 | 1-0 | 3-2 | 0-2 |     | 1-3 | 0-1 |
| Moghayer Al-Sarhan                                         | 0-0 | 1-2  | 1-4 | 1-2 | 0-1 | 0-4 | 0-1 | 0-1 | 1-1 | 2-1 |     | 0-2 |
| Shabab Al-Ordon Club                                       | 2-0 | 1-3  | 1-1 | 1-4 | 1-0 | 0-0 | 0-4 | 2-1 | 0-2 | 3-1 | 5-1 |     |
| - Victoire à domicile - Match nul - Victoire à l'extérieur |     |      |     |     |     |     |     |     |     |     |     |     |

## Bilan de la saison
| Championnat de Jordanie de football 2024-2025 |                             |
| Champion                                      | Al Hussein Irbid (2e titre) |
| Coupes et trophées                            |                             |
| Vainqueur de la Coupe de Jordanie 2024-2025   | Al-Weehdat Club             |
| Qualifications continentales                  |                             |
| Ligue des champions 2                         | Al Hussein Irbid            |
| Ligue des champions 2                         | Al-Weehdat Club             |
| Promotions et relégations                     |                             |
| Promus en Jordan Pro League                   | Sama Al-Sarhan SC           |
| Promus en Jordan Pro League                   | Al Buqa'a                   |
| Relégués en Jordanian First Division League   | Al-Sareeh SC                |
| Relégués en Jordanian First Division League   | Shabab Al-Aqaba SC          |
| Relégués en Jordanian First Division League   | Ma'an SC                    |
| Relégués en Jordanian First Division League   | Moghayer Al-Sarhan          |